# Herbar (liječnik)
Herbar je osoba koja je liječila običan puk.
Liječio ih je ljekovitim travama. Znanja kojim se služio bila su povijesna iskustva drugih te vlastita iskustva. 
U ono je doba siromašni puk u krajevima Hrvatske pod mletačkom vlašću imao male mogućnosti kvalitetne medicinske njege. Nije raspolagao ni najosnovnijim sredstvima, bojao se liječnika, ali se je pouzdavao u Boga. Svjetovnjaci nisu smjeli vračati, no nigdje nije zabranjivalo da svećenici liječe uz zaziv Božje pomoći. Iako su pučani bježali od liječnika i ljekarna, posezali su za nekakvim liječenjima. To su bila narodna liječenja koja su sprovodili herbari.
U tome su se posebice isticali katolički svećenici koji se u liječenju nisu samo molili Bogu, nego su liječili i ljekovitim travama. Zbornici takvih znanja su ljekaruše.